# Las tres razas o La igualdad ante la ley
Las tres razas o La igualdad ante la ley es un óleo del pintor peruano Francisco Laso realizado alrededor de 1859. Es parte de la colección pictórica del Museo de Arte de Lima.
La pintura representa a tres personas jugando a las cartas: una niña mulata, otra indígena y un niño blanco. Representa la visión integracionista de Laso ante la dificultad de la consolidación de la nación peruana por la diversidad étnica de su población. Laso fue el único artista de su generación que concilió su formación europea con los temas nacionales.